# 마타투

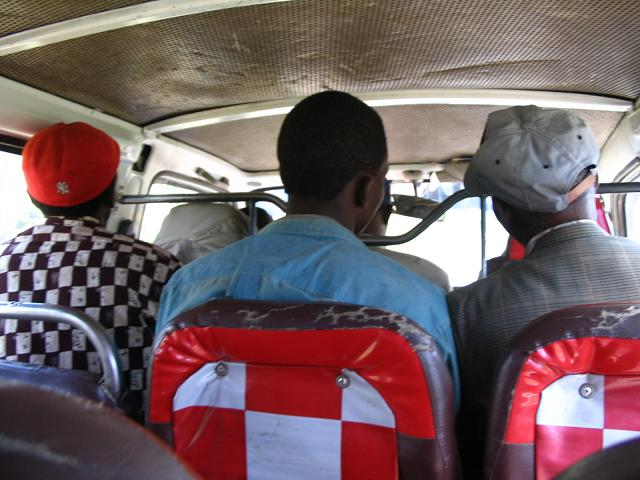
케냐에서 운용되는 미니버스 크기의 마타투

마타투(Matatu) 또는 마타투스(matatus), 셍어로 마스리(mathree)는 케냐 내에서 운영되는 개인 소유의 미니버스로, 승합 택시로 사용된다. 차량 대부분이 여러 장식으로 도배되어 있으며, 대다수 마타투는 유명인사의 초상화나 표어와 격언이 장식으로 붙어 있다. 마찬가지로, 마타투에서 재생되는 음악 또한 승객을 빠르게 유치하는 것을 목표로 한다. 나이로비와 같은 도시에서는 통근객의 70% 이상이 마타투를 이용한다.
마타투의 기원은 1960년대로 거슬러 올라갈 수 있지만, 케냐에서 1980년대와 1990년대에 성장했다. 마타투 문화는 1980년대 흑인 미국인의 힙합 음악과 문화의 광범위한 영향 아래 생겨났다. 2000년대 초반까지는 전형적인 마타투 형태가 (화려하게 장식된) 일본 마이크로밴이었다. 2015년경에는 더 큰 버스 크기의 차량도 마타투로 사용되기 시작했다. 이 이름은 나이지리아 일부 지역에서도 사용된다. 케냐에서 마타투 산업은 규제를 받으며, 법적으로 이 미니버스에는 안전벨트와 속도 제한 장치가 장착되어야 한다. 현재의 규제가 작은 위반을 막기에 충분한 억제책이 되지 못할 수도 있는데, 심지어 장식도 금지될 수 있기 때문이다. 케냐는 "시장에 진입하기 위한 가장 광범위한 규제 통제" 중 하나를 가지고 있으며, 마타투 운전자는 너무 요란한 셔츠를 입었다는 이유만으로 거리에서 단속될 수도 있다.
마타투는 정해진 노선을 운행하고, 이 노선을 표시하며, 터미널에서 출발하고, 도시 내외로 운행하며, 해당 노선에서 승객을 태우거나 돈을 받기 위해 정차할 수 있다. 운전자 외에 마타투에는 지역마다 마칸가(makanga) 또는 마남바(manamba) 또는 돈다(donda)라고 불리는 버스 차장이 같이 탑승하는 경우도 있다. 1999년 기준 이들은 나이로비에서 유일한 대중교통이었으나 2006년과 2008년 이후부터는 경쟁 대중교통이 생겨났다. 그 외 수년에 걸쳐 SWVL과 같은 버스 공유 애플리케이션으로부터 치열한 경쟁이 벌어지고 있다.

## 어원

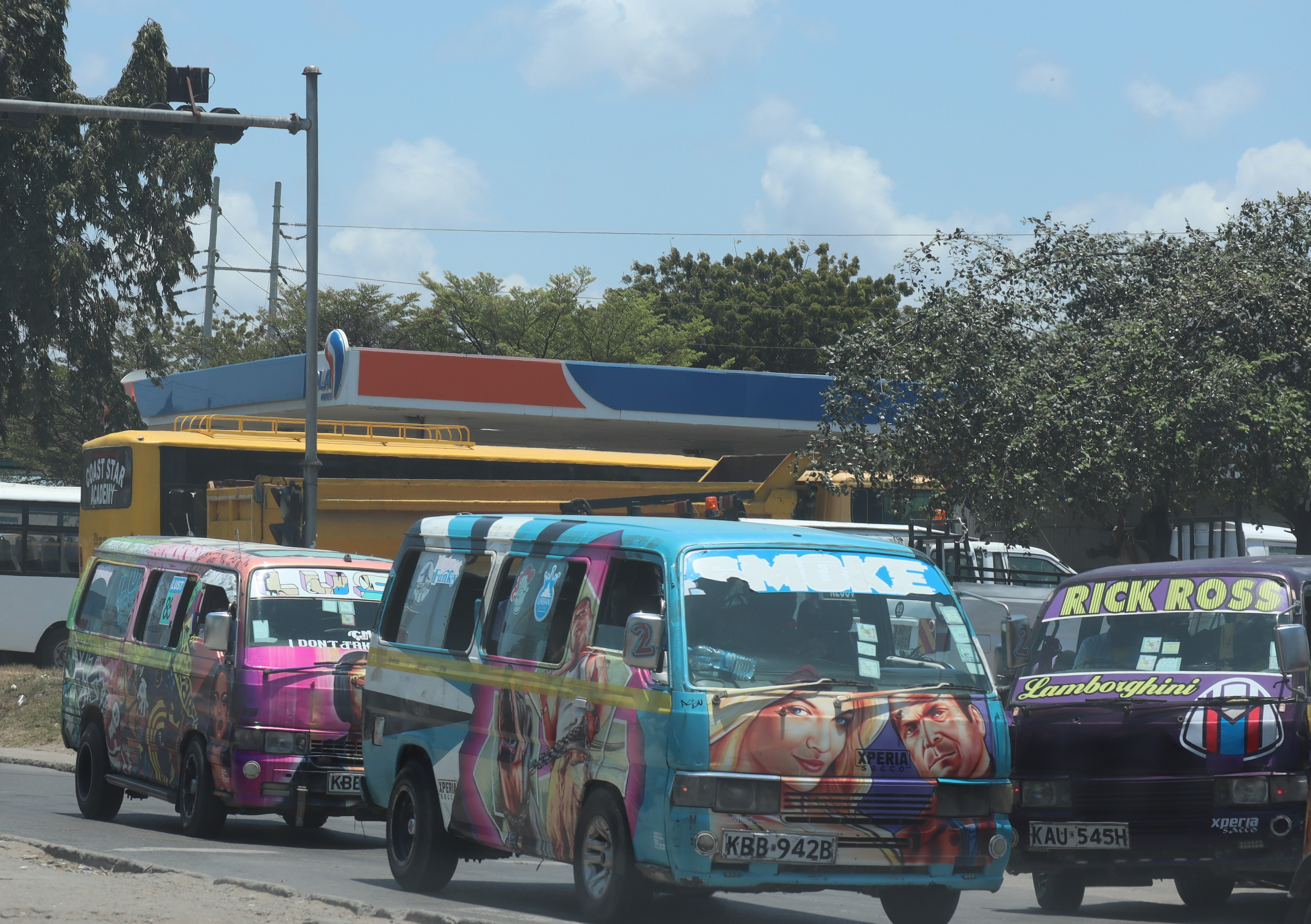
2022년 몸바사의 화려하게 색칠된 마타투

마타투라는 이름은 스와힐리어 또는 키쿠유어 구어체에서 "셋"을 의미하는 단어에서 파생되었다. 한 가지 설명은 1970년대에 세 개의 10센트 동전, 즉 일반적인 30센트 요금을 받는다는 점에서 따 왔다는 것이다. 그러나 이름의 유래에 대한 보편적으로 합의된 의견은 없으며, 다른 뉴스 출처에선 그 기원이 키쿠유어에 있다고 제안한다. 특히 키쿠유어 구문 '망고토레 마타투(mang’otore matatu)'는 30센트를 의미한다.

## 대중의 인식
때때로 케냐에서 마타투는 범죄 또는 난폭 운전과 연관된다. 한 학자는 "1990년대 말까지 마타투 운영자는... 모든 계층의 케냐인들에게 승객을 착취하고 학대하며 갱단이나 마피아 같은 폭력에 가담하는 폭력배로 여겨졌다."고 썼다.
2000년대 초반, 비공식적인 집단에서 마타투 노선 통제를 두고 벌인 갈등은 폭력으로 이어졌고, 당시 언론의 헤드라인은 마타투가 안전하지 않다고 인식되었음을 강조했다. 여기에는 2002년 기사 "케냐 택시 밴 타기는 죽음을 무릅쓴 경험"과 1999년 기사 "치명적인 마타투의 위협이 억제될 것"이 포함된다. 승객 학대 또한 보고되었는데, 이는 "언어적 및 신체적 학대, 절도, 납치, ...성희롱, 구타, 강간"을 포함한다. 마타투 산업의 부패는 만연한 뇌물 관행으로 인해 더욱 심화되는데, 마타투 운전자는 차량 압수와 벌금을 피하기 위해 케냐 경찰관에게 정기적으로 뇌물을 지급해야 하기 때문이다.

## 케냐 정부의 규제

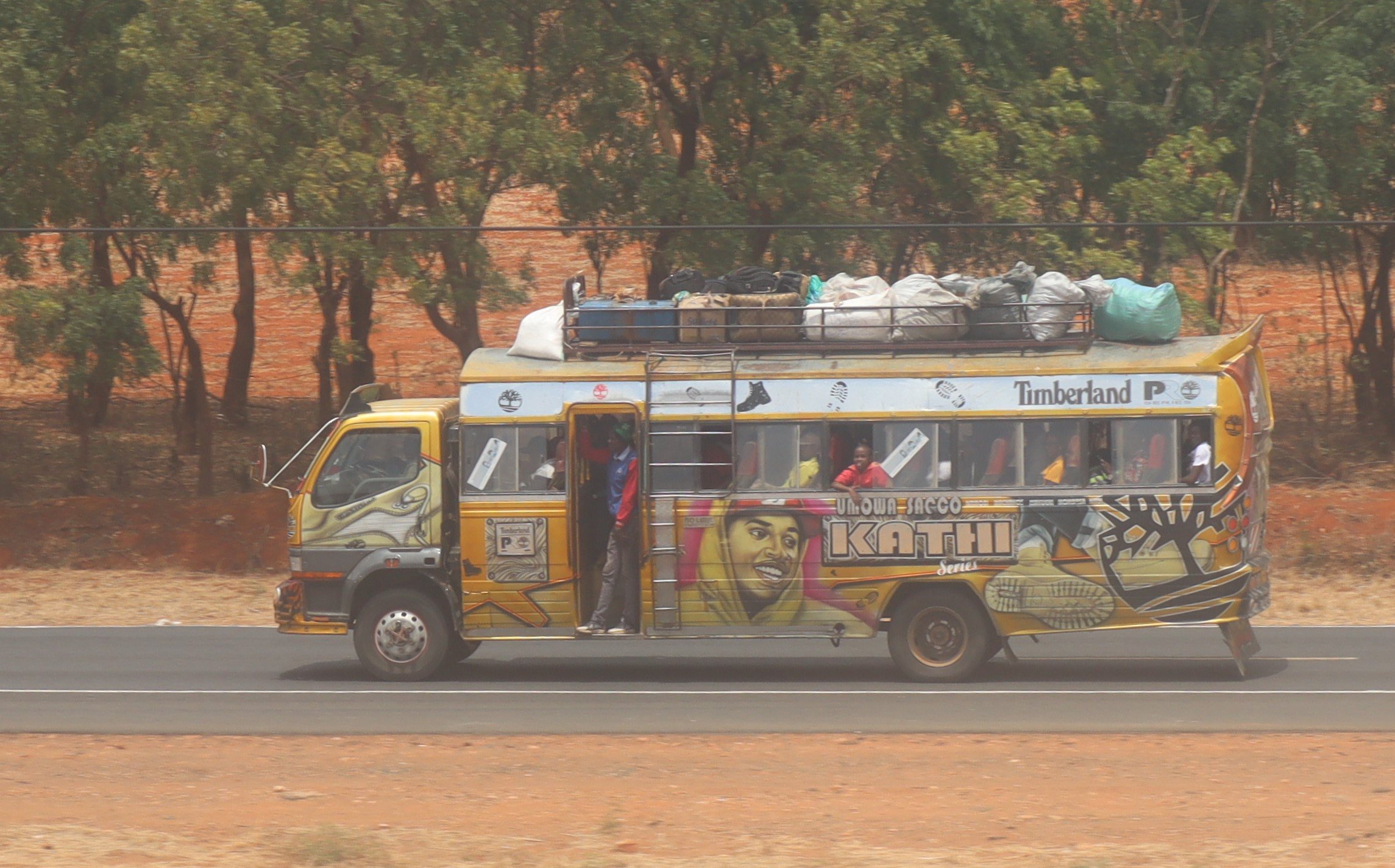
2022년 보이 근처, 짐을 실은 마타투

마타투는 1973년에 명시적으로 합법화되었지만, 면허 및 검사가 의무화된 1984년에야 비로소 가장 기본적인 마타투 규제 체계가 구축되었다.
오늘날 케냐는 광범위한 규제 통제를 가지고 있으며, 마타투 운전자는 너무 요란한 셔츠를 입었다는 이유만으로 거리에서 단속될 수 있다. 마타투 버스에는 일부 기본적인 안전 장비가 필요하며, 이 미니버스에는 안전벨트와 속도 제한 장치가 장착되어야 한다. 그러나 이러한 법률이 어느 정도까지 준수되는지는 불분명하다.
현재의 규제가 작은 위반을 막기에 충분한 억제책이 되지 못할 수도 있는데, 심지어 장식도 금지될 수 있기 때문이다. 화려한 도색과 눈에 거슬리는 색상을 금지하는 법률은 2015년에 폐지되었으며, 2016년 현재 케냐의 마타투는 밝게 장식되어 일부 운영자는 맞춤형 장식 도색에 미화 2,000달러 이상을 지불하기도 한다.
1990년대와 2000년대에, 노선을 관리하고 마타투 운전자에게 요금 지불을 요구하는 비공식 단체가 생겨났다. 때때로 노선 통제를 둘러싼 경쟁이 폭력을 야기하기도 했다. 오늘날에는 개별 마타투가 SACCO(Savings and Credit Cooperatives)로 알려진 600개 이상의 독립적인 정부 등록 단체 중 하나에 소속되어야 한다.
2010년 말 기준 케냐 정부의 정책은 수도 나이로비에서 미니버스 마타투를 점진적으로 폐지하고, 25인승 이상의 대형 버스로 대체하는 방향으로 가고 있다. 현재 나이로비에서는 새로운 마타투 차량을 운행할 수 없으며, 기존 차량은 완전히 운행 불가능해질 때까진 승객을 계속 수송할 수 있도록 허용된다. 그러나 더 인기 있는 소형 미니버스로 인한 혼잡을 완화하는 데 10년 이상이 걸린다고 추정된다.

## 환경 및 건강 영향
주로 디젤 차량인 마타투는 도시 지역에서 빈번하게 공회전하며, 추가적인 대기 및 소음 오염을 유발한다. 일부 지역에서는 마타투 운전자가 정차 중에 차량을 공회전하는 것을 적극적으로 만류하여, 차량이 움직이지 않을 때 연료 소비와 배기가스가 발생한다. 일부 회사는 고배출 차량의 잠재적 대안으로 전기 버스를 탐색하고 있다. 시티 호파(Citi Hoppa) 및 슈퍼 메트로(Super Metro)와 같은 SACCO는 2022년에 BasiGo가 임대한 BYD K6 전기 버스를 사용하기 시작했다.

## 대중 매체에서
넷플릭스 시리즈 센스8에서 나이로비에 사는 주요 인물인 카피우스는 그가 가장 좋아하는 액션 스타 장클로드 반담을 기리는 마타투 '밴 담'을 운전한다.
마타투는 넷플릭스 시리즈 빅 마우스 시즌 7의 한 에피소드에도 등장한다.

## 같이 보기
- 달라 달라 - 탄자니아
- 트로 트로 - 가나
- 지프니 - 필리핀
- 콜렉티보 - 남아메리카
- 단포 - 나이지리아
- 마르시루트카 - 러시아, CIS 국가, 발트해 연안 국가, 우크라이나, 아르메니아, 조지아, 투르크메니스탄 및 불가리아와 같은 일부 구 소련 국가.
- 돌무쉬 - 튀르키예, 북키프로스
- 카르 라피드 - 세네갈